# Peryhelium

Schemat orbity heliocentrycznej: 1 – aphelium, 2 – peryhelium, 3 – Słońce

Peryhelium, perihelium (zlatynizowany wyraz pochodzenia greckiego, od gr. peri „przy” i helios „Słońce”; dawniej punkt przysłoneczny) – punkt na orbicie ciała niebieskiego obiegającego Słońce, znajdujący się w miejscu największego zbliżenia (perycentrum) obu ciał. Przeciwieństwem peryhelium jest aphelium.
W przypadku ciał poruszających się wokół Słońca po stabilnej orbicie eliptycznej, peryhelium jest przekraczane w regularnych odstępach czasu, co okres orbitalny. Dla orbity kołowej punkt peryhelium jest nieokreślony, co w praktyce oznacza, że dla orbit o znikomym mimośrodzie jego wyznaczenie jest obarczone znacznym błędem. Ciała poruszające się po orbitach otwartych (parabola, hiperbola) przekraczają peryhelium tylko raz. Moment przejścia przez peryhelium jest jednym z elementów (parametrów) orbity.
W rzeczywistości orbity nie pozostają zupełnie stałe, lecz zmieniają się, głównie ze względu na oddziaływanie z innymi ciałami Układu Słonecznego, zmienia się również położenie peryhelium. Zmiany te były przewidywane przez obliczenia perturbacji bazujące na teorii Newtona, jednak dokładne pomiary położenia peryhelium Merkurego wykazały niewyjaśnioną (na gruncie XIX-wiecznej wiedzy) rozbieżność około 43″/wiek między obserwacjami a teorią. Różnica ta, choć niewielka w porównaniu z 5026″/wiek wynikających ze zmiany układu współrzędnych uwzględniającej precesję osi Ziemi, oraz z 531″/wiek wynikających z perturbacji wywieranych przez inne planety, była jednak wyraźna i wymagała wyjaśnienia. Podejrzewano istnienie planety krążącej wewnątrz orbity Merkurego, nazwanej Wulkanem, jednak nie udawało się jej zaobserwować, mimo wysiłków podejmowanych m.in. podczas zaćmień Słońca. Odpowiedź przyniosło dopiero sformułowanie przez Einsteina Ogólnej Teorii Względności (OTW) i zastosowanie jej jako dokładniejszego opisu oddziaływania grawitacyjnego Merkury–Słońce. Był to jeden z pierwszych testów teorii względności i wciąż pozostaje ważnym testem alternatywnych teorii grawitacji. Poprawka wynikająca z dokładniejszego opisu OTW jest mierzalna także w przypadku innych obiektów Układu Słonecznego, jednak jej wartość szybko maleje m.in. wraz ze wzrostem odległości od Słońca i dla Ziemi wynosi niespełna 4″/wiek.
Dystans między obiegającymi się ciałami w czasie, gdy przechodzą one przez peryhelium można wyznaczyć z zależności:
{\displaystyle q=a(1-e),}
gdzie:
{\displaystyle q} – odległość w peryhelium,
{\displaystyle a} – półoś wielka orbity,
{\displaystyle e} – mimośród orbity.

## Ziemia

Schemat położenia i oświetlenia Ziemi w peryhelium i aphelium

Przechodząc przez peryhelium Ziemia znajduje się w odległości 147,1 mln km (0,9833 au) od Słońca, tj. 2,5 mln km bliżej niż średnia odległość pomiędzy tymi ciałami. Ma to miejsce zazwyczaj pomiędzy 2 a 4 stycznia i co roku przypada w nieco innym momencie (zob. Apsydy orbity Ziemi).